# Alabama durant la guerre de Sécession
L'État de l'Alabama déclare qu'il fait sécession des États-Unis d'Amérique le 11 janvier 1861. Il rejoint ensuite rapidement les États confédérés durant la guerre de Sécession. État esclavagiste, l'Alabama est une source importante de troupes et de dirigeants de matériel militaire, de fournitures, de nourriture, de chevaux et de mules ; cependant, très peu de récolte de coton de l'État peut être vendue, puisque le principal port de Mobile est fermé par la marine des États-Unis.

## Sécession
Après l'élection d'Abraham Lincoln du parti républicain anti-esclavagiste en 1860, l'État de l'Alabama décide de déclarer la sécession des États-Unis, afin de s'opposer à l'égalité et à la citoyenneté des Afro-américains, et afin de prolonger et de perpétuer la pratique de l'esclavage dans l'État,,,,,.

En décembre 1860, Stephen F. Hale, le commissaire de l'Alabama au Kentucky, écrit une lettre au dernier gouverneur de l'État de l'Alabama justifiant la sécession. En cela, il exprime son soutien à la décision « Dred Scott », condamne le parti républicain s'opposant à l'esclavage, et déclare que la sécession de l'État, qui aura pour effet de perpétuer l'esclavage, est la seule façon d'empêcher les éventuels affranchis, que Hale appelle les « africains demi-civilisés », de violer les « femmes et les filles » de l'Alabama : 

« Dans le sud, où dans de nombreux lieux la race africaine prédomine largement, et, en conséquence, les deux races se confronteraient continuellement, la fusion, ou l'extermination de l'une ou l'autre, sera inévitable. Les hommes du sud peuvent-ils accepter une telle dégradation ou ruine ? Dieu interdit que cela soit. [...] L'élection de M. Lincoln ne peut pas être vue autrement qu'une déclaration solennelle, avec une partie de la grande majorité du peuple du nord, d'une hostilité envers le sud, sa propriété et ses institutions - rien de moins qu'une déclaration de guerre ouverte - pour le triomphe de cette nouvelle théorie du gouvernement qui détruit la propriété du sud, dévaste ses champs, et inaugure toutes les horreurs d'une insurrection servile de Saint-Domingue, expédiant ses citoyens vers leur assassinat, et leurs épouses et leurs filles à la contamination et au viol, pour satisfaire la lubricité des africains demi-civilisés. »

— Stephen F. Hale, lettre au gouverneur du Kentucky, (décembre 1860)

À la convention de sécession de l'Alabama de janvier 1861, l'un des membres de la convention déclare que la déclaration de sécession  de l'État est motivée par l'esclavage : 

« La question de l'esclavage est la roche sur laquelle le vieux gouvernement s'est divisé : c'est la cause de la sécession »

— G. T. Yelverton, discours à la convention de sécession de l'Alabama, (25 janvier 1861).

Dans un discours prononcé en 1861 par le politicien de l'Alabama Robert Hardy Smith, Smith déclare que l'État de l'Alabama a déclaré son indépendance des États-Unis sur la question de l'esclavage, qu'il définit comme « la querelle nègre ». Dans le discours, il loue la constitution confédérée pour ses garanties non euphémiques du droit de ses citoyens à posséder des esclaves : 

« Nous avons dissous feu l'Union principalement en raison de la querelle nègre. Maintenant, est-ce qu'il y a un seul homme qui désirerait reproduire cette dispute parmi nous ? Et pourtant, celui, qui souhaitait que l'esclavage soit laissé à l'action du Congrès, voit qu'il a proposé d'ouvrir la boîte de Pandore parmi nous et de provoquer une nouvelle discussion dans notre arène politique. Aurions-nous laissé la question en suspens, nous aurions, selon moi, semer les graines de la discorde et la mort de notre constitution. Je félicite le pays pour avoir mis de côté la querelle à jamais, et que l'esclavage américain se tiendra face au monde comme il est, et pour ses propres mérites. Nous avons placé maintenant notre institution domestique et sécurisé manifestement ses droits, dans notre Constitution. Nous n'avons recherché aucune euphonie pour cacher son nom. Nous avons appelé nos nègres « esclaves », et nous les avons reconnus et protégés en tant que personnes et nos droits sur eux en tant que biens. »

—  Robert Hardy Smith, An Address to the Citizens of Alabama on the Constitution and Laws of the Confederate States of America, (1861),
Les journaux, en Alabama, soutiennent également la sécession pour préserver l'esclavage. Selon un journal de Montgomery, l'esclavage est une « institution religieuse ».

Lors de la déclaration de sa sécession des États-Unis, l'Alabama adopte une nouvelle constitution de l'État. Elle interdit l'émancipation des esclaves par l'État lui-même, ou « tout autre pays », comme les États-Unis d'Amérique, avec qui la Confédération est en guerre contre à l'époque : 

« Aucun esclave dans cet État ne pourra être émancipé par aucune loi faite pour prendre effet dans cet État, ou aucun autre pays. »

— Article IV, Section 1, Constitution of the State of Alabama, (1861)

## L'Alabama se joint à l'effort de guerre
Le gouverneur d'avant guerre Andrew B. Moore soutient énergiquement l'effort de guerre confédéré. Avant même le début des hostilités en avril 1861, il s'empare des installations américaines, envoie des agents acheter des fusils dans le nord-est, et parcourt l'État à la recherche d'armes. En dépit de certaines résistances dans la partie nord de l'État, l'Alabama rejoint les États confédérés d'Amérique. Le membre du Congrès Williamson R. W. Cobb, un unioniste, plaide pour un compromis. Il se porte candidat pour le premier Congrès confédéré, mais est battu à plate couture (il est ensuite élu en 1863 sur une vague de sentiment pacifique, avec la lassitude croissante en Alabama). La nouvelle nation laisse de côté Cobb et met en place sa capitale provisoire à Montgomery et choisit Jefferson Davis en tant que président. En mai, le gouvernement confédéré abandonne Montgomery avant le début de la saison des maladies et déménage à Richmond une fois que la Virginie a déclaré qu'elle fait sécession.
Une certaine idée de la gravité des problèmes logistiques internes auxquels la Confédération fait face peut être trouvée dans le suivi du voyage de Davis de chez lui à Montgomery dans le Mississippi. Depuis sa plantation sur le fleuve, il prend un bateau à vapeur sur le Mississippi à Vicksburg, monte à bord d'un train pour Jackson, où il prend un autre train vers le nord pour Grand Junction, puis un troisième train vers l'est pour Chattanooga, dans le Tennessee, et un quatrième train pour Atlanta, en Géorgie. Davis prend encore un autre train vers la frontière de l'Alabama, où un dernier train l'emmène à Montgomery. Alors que la guerre s'écoule, l'Union saisit le fleuve Mississippi, brûle les ponts et les ponts de chemin de fer, et arrache les voies ; le système ferroviaire confédéré, fragile, s'affaiblit et s'effondre presque, dans l'attente de réparations et de pièces de rechange.

## Opérations militaires
L'Alabama n'est pas un théâtre d'opératio important, mais l'État contribue avec environ 120 000 hommes au service de la Confédération, pratiquement toute la population blanche capable de porter les armes. La plupart sont recrutés sur place et servent avec des hommes qu'ils connaissent, ce qui construit un collectif et renforce les liens vers la patrie. Les conditions médicales sont sévères, environ 15 % meurent de maladie, et 10 % au combat. L'Alabama a quelques hôpitaux bien équipés, et il y a beaucoup de femmes qui se portent volontaires pour soigner les malades et les blessés. Les soldats sont mal équipés, surtout après 1863, et détroussent souvent les morts pour récupérer des bottes, des ceintures, des cantines, des couvertures, des chapeaux, des chemises et des pantalons.
Un nombre incalculable de milliers d'esclaves travaillent avec les troupes confédérées ; ils prennent soin des chevaux et de l'équipement, cuisinent et font la lessive, transportent les fournitures, et aident dans les hôpitaux de campagne. D'autres esclaves construisent des installations défensives, en particulier celles autour de Mobile. Ils nivellent les routes, réparent les chemins de fer, conduisent les chariots de ravitaillement, et travaillent dans les mines de fer, les fonderies et même dans les usines de munitions. Comme ils sont réduits en esclavage, le travail des esclaves est forcé, leur travail non rémunéré pris par la force à leurs maîtres impayés. Environ 10 000 esclaves s'échappent et rejoignent l'Armée de l'Union, ainsi que 2 700 hommes blancs qui sont restés fidèles à l'Union.
Trente-neuf hommes originaires de l'Alabama deviennent officiers généraux confédérés, notamment l'amiral Raphael Semmes. Josias Gorgas est le chef de l'artillerie de la Confédération. Il implante de nouvelles fabriques de munitions à Selma qui emploient 10 000 travailleurs jusqu'à ce que les raiders de l'Union brûlent en 1865 les usines. L'arsenal de Selma fabrique la plupart des munitions de la Confédération. Les usines de l'ordonnance confédérée de Selma fabriquent l'artillerie, sortant un canon tous les cinq jours. Le chantier naval confédéré construit les navires et est remarqué pour le lancement du CSS Tennessee, en 1863, pour la défense de la baie de Mobile. Les usines de salpêtre confédérées de Selma procurent le salpêtre pour la poudre à partir des grottes calcaires. Lorsque les réserves sont faibles, elles font de la publicité pour les femmes au foyer conservent le contenu de leurs pots de chambre - l'urine est une source riche d'azote organique.
Les soldats de l'Alabama combattent dans des centaines de batailles. Les pertes de l'État à Gettysburg s'élèvent à 1 750 morts et encore plus de capturés ou blessés - la fameuse « brigade d'Alabama » subit 781 victimes. En 1863, les forces fédérales sécurisent une implantation dans le nord de l'Alabama, malgré une opposition féroce de la cavalerie confédérée sous les ordres du général Nathan B. Forrest.

## Baie de Mobile
À partir de 1861, le blocus de l'Union ferme la baie de Mobile, et en 1864, les défenses extérieures de Mobile sont prises par une flotte fédérale au cours de la bataille de la baie de Mobile. Le 12 avril 1865, trois jours après la reddition de Robert E. Lee à Appomattox Courthouse, la ville de Mobile se rend à l'armée de l'Union afin d'éviter la destruction à la suite des victoires de l'Union de Spanish Fort et de Fort Blakely. Le ferme de Magee, au nord de Mobile, est le lieu des négociations préliminaires en vue de la reddition de la dernière armée des États confédérés à l'est du fleuve Mississippi. Le général confédéré Richard Taylor négocie un cessez-le-feu avec le général de l'Union Edward Canby dans la maison le 29 avril 1865.  Les forces de Taylor, composées de 47000 troupes confédérées servant en Alabama, au Mississippi et en Louisiane, sont les dernières forces confédérées à l'est du fleuve Mississippi.

## Occupation par l'Union du nord de l'Alabama
Après la prise des rivières Tennessee et Cumberland, les forces de l'Union occupent temporairement le Nord de l'Alabama jusqu'à la chute de Nashville qui permet l'occupation permanente des comtés au nord et à l'ouest de la rivière Tennessee, tandis que le blocus de l'Union met la pression sur la partie méridionale de l'état.

### Unionistes dans le nord de l'Alabama
Il y a un petit noyau loyaliste dans le nord de l'Alabama ; il a besoin du soutien militaire de l'Union pour survivre. D'une part, avec les troupes de l'Union présentes, les unionistes du Sud sont finalement en mesure de sortir de la clandestinité, de rejoindre l'armée de l'Union, s'ils le souhaitent, et de prendre soin de leurs familles, qui sont alors protégées contre les partisans confédérés. D'autre part, les troupes de l'Union doublent la recherche de nourriture régionale par rapport aux confédérés. Les fourrageurs fédéraux dans le nord de l'Alabama sont, pour la plupart, des groupes d'aventuriers qui sont aidés par les unionistes fidèles, et ils prennent tout ce qu'ils ont besoin pour leurs vastes forces, souvent en pillant les fermes et les maisons déjà frappées par les confédérés.
Avant l'arrivée des troupes fédérales, les réseaux unionistes de résistance locale sont basés sur des cellules souterraines qui aident les loyalistes pro-Union par le biais de financement, de contacts, de fournitures et de renseignement local grandement recherché. Les recrues de l'Alabama, qui ont rejoint les régiments de l'Union, utilisent leur connaissance du réseau social et la géographie physique pour localiser, secourir et recruter des unionistes assiégés encore derrière les lignes confédérées. Les loyalistes reçoivent l'assurance de la sécurité et d'un emploi s'ils fournissent les forces américaines en fournitures, informations, contacts et argent. Certains loyalistes sont appelés par la conscription, et certains sont volontaires. Les unionistes blancs utilisent l'armée comme un outil pour vaincre les forces qui menacent de détruire l'ancienne Union, et leurs familles et les quartiers. L'unité la plus connue entièrement composée d'unionistes de l'Alabama est le 1st Alabama Cavalry (Union). Des 2678 alabamians blancs qui se sont enrôlés dans l'armée de l'Union 2066 y ont servi.
Les partisans de l'Unions sont motivés par un sens du devoir et d'une obligation à la cause de l'Union et d'un besoin de protéger leur famille et amis unionistes. Ils sont également motivés par un désir de vengeance pour tous les torts qu'ils ont subis aux mains des confédérés pendant la guerre. Les groupes de guérilla unionistes sont généralement assez compacts, comptant entre une vingtaine et une centaine d'hommes. Ils sont organisés indépendamment, mais sont vaguement associés et activement soutenus par les forces occupantes de l'Union. Leurs missions comprennent des actions d'espionnage, de guide, de reconnaissance, de recrutements derrière les lignes ennemies, et de combat d'anti-guérilla pour protéger les forces de l'Union et l'infrastructure.

### Femmes
Non seulement le blocus de la marine des États-Unis arrête les exportations, mais il bloque l'essentiel des importations. Les femmes ont la charge de produire. Elles réduisent les achats, ressortent les vieux rouets et agrandissent leurs jardins avec des pois et des cacahuètes pour fournir des vêtements et de la nourriture. Elles utilisent des ersatz de substituts lorsque c'est possible, mais il n'y a pas de vrai café et il est difficile de développer du goût pour le gombo ou la chicorée, les substituts utilisés. Les ménages sont très touchés par l'inflation du coût des objets du quotidien et le manque de nourriture, de fourrage pour les animaux, et des fournitures médicales pour les blessés. Les femmes doivent gérer les domaines que les hommes laissent derrière eux. Un autre rôle que joue les femmes est la gestion des esclaves pendant que leurs maris sont partis à la guerre,.
Jonathan Wiener a étudié les données du recensement sur les plantations des comtés de la ceinture noire, 1850-70, et a constaté que la guerre n'a pas modifié radicalement les responsabilités et les rôles de femmes. L'âge de l'époux a augmenté  lorsque les jeunes femmes ont épousé des planteurs plus âgés, et le taux de natalité a fortement baissé pendant la période 1863-68. Cependant, il constate que les maîtresses des plantations n'étaient pas plus susceptibles d'exploiter les plantations que dans les années précédentes, ni qu'il n'y avait une génération perdue de femmes sans hommes.
Les femmes des unionistes de l'Alabama aident dans les réseaux de communication à  longue distance, et elles sont en mesure de se déplacer librement d'une ville à l'autre en raison de leur sexe. Lorsque ces femmes perdent leurs maris, c'est souvent une lutte pour survivre, et elles sont complètement mises à l'écart par les femmes pro-confédérées. Storey trouve que leur loyauté intense à la famille, aux voisins, à la nation renforce les unionistes contre les pressions idéologiques confédérées au point qu'elles préfèrent abandonner le système esclavagiste et leur statut socio-économique élevé afin de rester fidèle à l'Union.

### Esclaves
Selon l'historienne Margaret M. Storey, « indépendamment de l'ambivalence de l'Union à l'égard des esclaves et l'esclavage, les hommes et les femmes noirs en Alabama » voient l'occupation par l'Union comme le chemin le plus sûr vers la liberté. Face au fourrageage de l'Union et aux pratiques difficiles de la guerre, pendant que certains esclaves et noirs libres « voient la perte de biens comme négligeable à la lumière de la sécurité et des opportunités », pour les autres « l'occupation fédérale leur apporte la perte de la propriété aussi minime soit-elle [et] signifie une vulnérabilité accrue à ce que les blancs gagnent la guerre ».

### Partisans confédérés
De nombreuses guérillas confédérées dans le nord de l'Alabama sont des unités de cavalerie détachées qui sont utilisées avec un grand avantage pour la protection du front local, par opposition à servir dans l'armée principale. La mission principale de la guérilla pro-confédérée est de tenter de garder intact l'ordre social et politique confédéré. Elles contribuent à l'effort de guerre dans leur propre cour en chassant et arrêtant les unionistes, les conscrits et les déserteurs. En outre, ils terrorisent les unionistes en détruisant leurs biens et en menaçant leurs familles. Les guérillas confédérées sont constituées de quatre types de combattants - la première moitié de ceux-là sont sous la supervision confédérée, étant de la cavalerie détachée ou des soldats combattant près de chez eux. Les autres unités combattent soit déguisées comme des non-combattants ou sont tout simplement des hors-la-loi à la recherche d'opportunités d'actions sanglantes. Ces hommes ne sont pas sous le contrôle confédéré et sont tout aussi intéressés par le profit que le soutien à la cause sudiste.

## Unionistes dans le sud de l'Alabama
Tous les partisans de l'Union ne sont pas confinés dans les zones occupées par l'Union de l'Alabama. Dans le sud-est de l'Alabama, dans les comtés de Dale, Coffee et Henry (qui comprennent les comtés actuels de Houston et de Geneva), par exemple, la guérilla menée par l'unioniste local John Ward opère pratiquement à volonté durant les deux dernières années de la guerre, trouvant refuge dans les grandes forêts de pins qui recouvrent la région. Ces renégats travaillent parfois avec les forces régulières des États-Unis basées à Pensacola, en Floride, et leurs déprédations conduisent plusieurs grands citoyens de ces pays à présenter une pétition au gouverneur, T. H. Watts, pour obtenir une aide militaire contre eux. Des citoyens locaux, tels que le révérend méthodiste, Bill Sketoe de Newton, sont même pendus par des éléments de la Home Guard pour des actes présumés de collaboration avec ces guerrillas.

## Batailles  en Alabama
- Bataille d'Athens
- Bataille de Day's Gap
- Bataille de Decatur
- Bataille de Fort Blakely
- Bataille de la baie de Mobile
- Bataille de Newton
- Bataille d'Ebenezer Church
- Bataille de Selma
- Bataille de Munford
- Bataille de Sulphur Creek Trestle
- Bataille de Spanish Fort

## Pertes
Les soldats de l'Alabama ont combattu lors de centaines de batailles ; les pertes de l'État, à Gettysburg ont été de 1750 morts et encore plus de capturés ou blessés ; la fameuse « brigade de l'Alabama » subit 781 victimes. Le gouverneur Lewis E. Parsons en juillet 1871 fait une première estimation des pertes. Presque tous les hommes blancs ont servi, près de 122000 hommes dit-il, dont 35000 sont morts lors de la guerre et 30000 autres gravement handicapés. L'année suivante, le gouverneur Robert M. Patton estime que 20000 anciens combattants sont retournés chez eux avec une invalidité permanente, et qu'il y a 20000 veuves et 60000 orphelins. Avec des prix bas du coton, la valeur des exploitations agricoles a diminué, passant de 176 millions de dollars en 1860 à seulement 64 millions de dollars en 1870. L'approvisionnement en bétail a diminué aussi, comme le nombre de chevaux est tombé de 127000 à 80000, et les mules de 111000 à 76000. L'ensemble de la population est restée la même — la croissance qui auraient normalement été neutralisée par la mort et de l'émigration.

## Délégations du congrès
Les députés du premier des sept états à faire sécession forme les deux premières sessions du Congrès confédéré provisoire de 1861. L'Alabama envoie William Paroisse Chilton, Sr, Jabez Lamar Monroe Curry, Thomas Fearn (a démissionné le 16 mars 1861, après la première session ; il est remplacé par Nicholas Davis, Jr), Stephen Fowler Hale, David Peter Lewis (a démissionné le 16 mars 1861, après la première session ; il est remplacé par Henry Cox Jones), Colin John McRae, John Gill Shorter (a démissionné en novembre 1861 ; il est remplacé par Cornelius Robinson), Robert Hardy Smith et Richard Wilde Walker.
Le premier congrès confédéré bicaméral (1862-64) comprend deux sénateurs de l'État de l'Alabama - Clément Claiborne Caly et William Lowndes Yancey (mort le 23 juillet 1863 ; il est remplacé par Robert Jemison, Jr). Les représentants de l'Alabama à la chambre des représentants sont Thomas Jefferson Foster, William Russell Smith, John Perkins Ralls, Jabez Lamar Monroe Curry, Francis Strother Lyon, William Parish Chilton, Sr., David Clopton, James Lawrence Pugh, Edmund Strother Dargan
Les deux sénateurs de l'Alabama lors du deuxième congrès confédéré (1864-65) sont Robert Jemison, Jr, et Richard Wilde Walker. Les représentants sont Thomas Jefferson Foster, William Russell Smith, Marcus Henderson Cruikshank, Francis Strother Lyon, William Parish Chilton, Sr., David Clopton, James L. Pugh, et James Shelton Dickinson. Le congrès refuse le siège du représentant élu W. R. W. Cobb parce qu'il est un unioniste avoué ; par conséquent, son district n'est pas représenté.

### Sources primaires
- Cutrer, Thomas W. Oh, What a Loansome Time I Had: The Civil War Letters of Major William Morel Moxley, Eighteenth Alabama Infantry, and Emily Beck Moxley (University of Alabama press, 2002).
- Hague, Parthenia Antoinette. A blockaded family: life in southern Alabama during the Civil War (U of Nebraska Press, 2008 reprint of 1888 memoir)
- MacMillan, Malcolm, and C. Peter Ripley, eds. The Alabama Confederate Reader: An Exciting Story of the Civil War in Alabama (1992)
- Severance, Ben H. Portraits of Conflict: A Photographic History of Alabama in the Civil War (2012)